# الفيلق السريع (المجر)

قائد الفيلق المحمول بيلا ميكلوس

الفيلق السريع (بالمجرية: Gyorshadtest) كان واحدا من أحدث التشكيلات العسكرية المجرية وأفضلها تسليحا في بداية الحرب العالمية الثانية، شُكل الفيلق في 1 مارس 1940 من لواءين ميكانيكيين ولواء خيالة وقد تألف كل لواء ميكانيكي من كتيبة استطلاع مجهزة بالدبابات وكتيبتي درجات هوائية إضافة إلى المدفعية وبطارية مدفعية مضادة للطائرات، ويبلغ عدد أفراد الفيلق السريع نحو 25,000 جندي، سلحت كتائب الدبابات بالفيلق بنحو 95 دبابة من طراز 38إم تولدي إضافة إلى دبابات تانكت من نوع كارو فيلوتشي 33.
وقد شارك الفيلق في عملية بارباروسا في صيف عام 1941 والتي شنتها قوات دول المحور ضد الاتحاد السوفيتي كما شارك في معركة كييف (1941) وبعد 5 أشهر من الخدمة تحت قيادة القوات الألمانية عاد الفيلق إلى المجر وخسر الفيلق غالب دباباته خلال الحملة ضد الاتحاد السوفيتي إضافة إلى مقتل 200 ضابط و2,500 جندي وجرح 7,500 من قواته.